# ویبکه ویندلو
ویبکه ویندلو (دانمارکی: Vibeke Windeløv؛ زادهٔ ۲۲ دسامبر ۱۹۵۰) تهیه‌کننده فیلم اهل دانمارک است.
از فیلم‌هایی که وی در آن‌ها نقش داشته‌است، می‌توان به شاه زنده است، تا ابد عاشقت هستم، پخمه‌ها، رقصنده در تاریکی، مندرلی و در زندگیم اشاره نمود.